# Dankvart Dreyer
Pour les articles homonymes, voir Dreyer.
Dankvart Christian Magnus Dreyer, né le 13 juin 1816 à Assens (Danemark) et mort dans le village de Barløse (da), un village près d'Assens (Danemark) le 4 novembre 1852, est un peintre paysagiste danois appartenant à l'École de peinture de Copenhague.
Il fait ses études sous la direction de Christoffer Wilhelm Eckersberg. Vers 1840, il fait partie de la scène naissante de la peinture de paysage romantique nationale au Danemark, mais en raison de son style trop dramatique et excessivement naturel, il ne correspond pas à l'esthétique et à l'idéologie de l'époque. Après avoir été largement critiqué, il tourne le dos à l'establishment artistique et passe dans un quasi-oubli. En 1852, alors qu'il n'avait que 36 ans, il meurt du typhus.
À titre posthume, un demi-siècle après sa mort, sa réputation est restaurée, sous l'impulsion de l'historien de l'art Karl Madsen, et aujourd'hui il est considéré comme l'un des principaux peintres paysagistes danois de son époque, le pair de ses plus célèbres contemporains, P. C. Skovgaard et Johan Lundbye.

## Biographie
Plus jeune de quinze enfants, Dankvart Dreyer naît le 13 juin 1816 à Assens sur l'île danoise de Fionie (Funen). Ses parents sont Jørgen Christian Dreyer, un commerçant prospère qui avait été l'homme le plus riche de la ville jusqu'à la faillite nationale en 1813, et sa troisième épouse, Caroline Dorthea (née Møller). Dankvart montre bientôt un don pour le dessin. Un autre jeune garçon, né à Assens la même année que Dankvart, Jens Adolph Jerichau, et qui allait également devenir un artiste de premier plan, a ensuite commenté les dons et le dévouement remarquables du jeune Dreyer : « Pendant que je m'amusais avec les autres garçons, il était assis à la maison avec sa mère et sa sœur en train de dessiner, et vous pouvez difficilement imaginer quelqu'un ayant une plus grande disposition pour l'art que ce garçon ».
Le parrain de Dreyer a veillé à ce qu'en 1831, à l'âge de 15 ans, le garçon soit envoyé à Copenhague pour étudier à l'Académie royale des beaux-arts du Danemark. Sous la direction de ses professeurs, J. L. Lund et Christoffer Wilhelm Eckersberg, il se forme pour devenir peintre d'histoire, discipline artistique la plus prestigieuse à l'époque, et réalise également quelques portraits. Il a du talent et du succès, remportant plusieurs prix avant d'avoir 21 ans.

## Peintre paysager
Dreyer reçoit également des cours particuliers de Christen Købke, un autre professeur à l'Académie. Il rencontre également un groupe d'étudiants de l'Académie qui étudent la peinture de paysage, une discipline encore relativement peu appréciée à l'Académie. Parmi eux se trouvaient P. C. Skovgaard et Johan Lundbye qui sont devenus ses amis proches et l'ont inspiré à s'intéresser encore plus à l'aménagement paysager. Seul ou avec eux, il fait de fréquentes excursions dans la campagne au nord de Copenhague, en particulier dans les environs de Fredensborg et Jægersborg Dyrehave. Il y fait des croquis détaillés et des études de la nature.

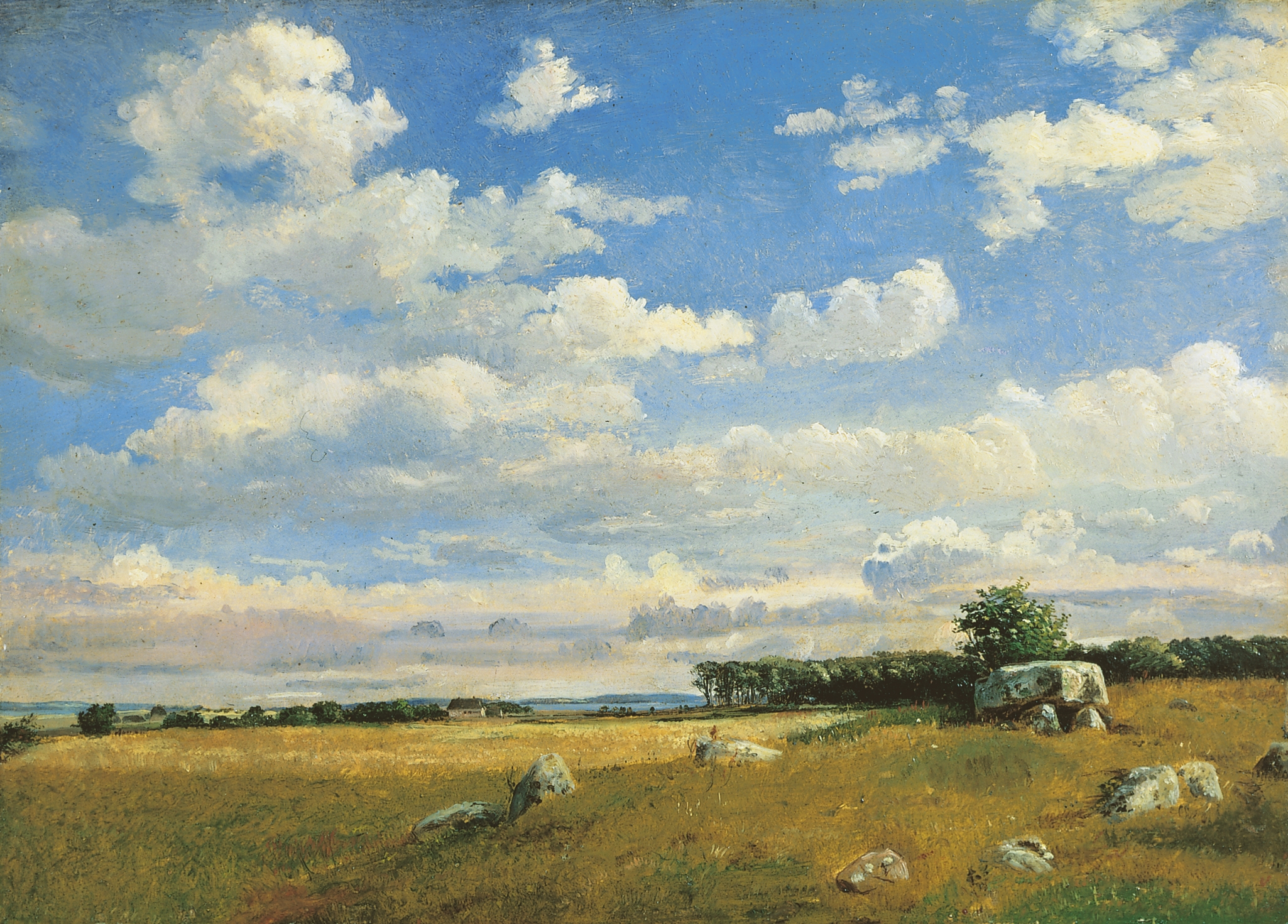
Dolun sur Brandsø, collection Hirschsprung.

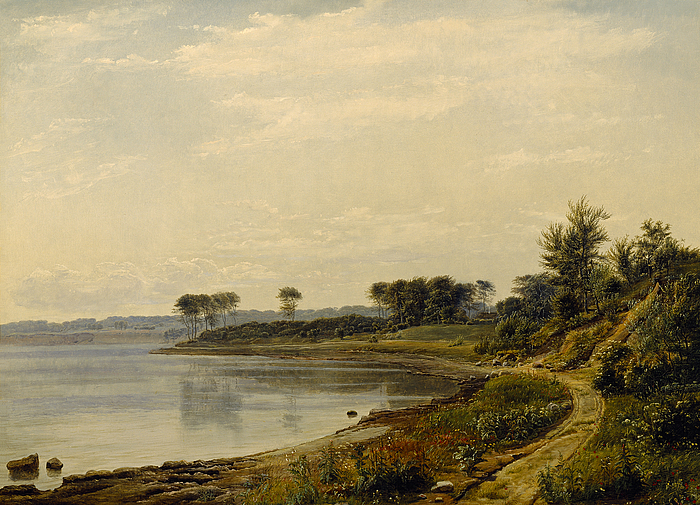
La côte près d'Aarhus, v. 1839.

## L'ère naissante du paysage romantique national

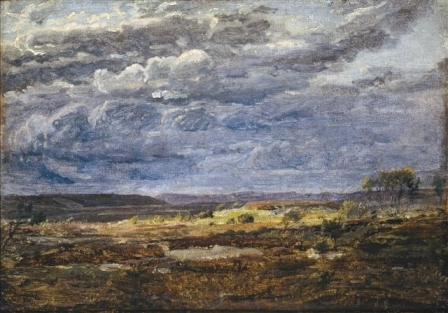
Paysage de bruyère dans le Jutland, tempête naissante, v. 1839.

Vers 1840, l'influent historien d'art et critique Niels Laurits Høyen fait campagne pour l'art nationaliste, reflétant une tendance observée dans toute l'Europe. Au Danemark, les gens lisent avec enthousiasme les romans historiques de Bernhard Severin Ingemann et d'Adam Oehlenschläger tandis que les sermons de N.F.S. Grundtvig attirent de grandes foules. Selon Høyen, les peintres, eux aussi, devraient contribuer à cet éveil national. Au lieu de se tourner vers la région méditerranéenne, ses paysages et ses habitants, ainsi que vers la mythologie classique, pour s'en inspirer, ils doivent peindre ce qui a défini leur Danemark natal : le paysage danois et ses habitants, l'histoire danoise et la mythologie nordique.
Lundbye, Sjovgaard et Dankvart ont pendant des années préféré les sujets danois et sont devenus les principaux partisans de l'ère naissante de la peinture romantique nationale. 

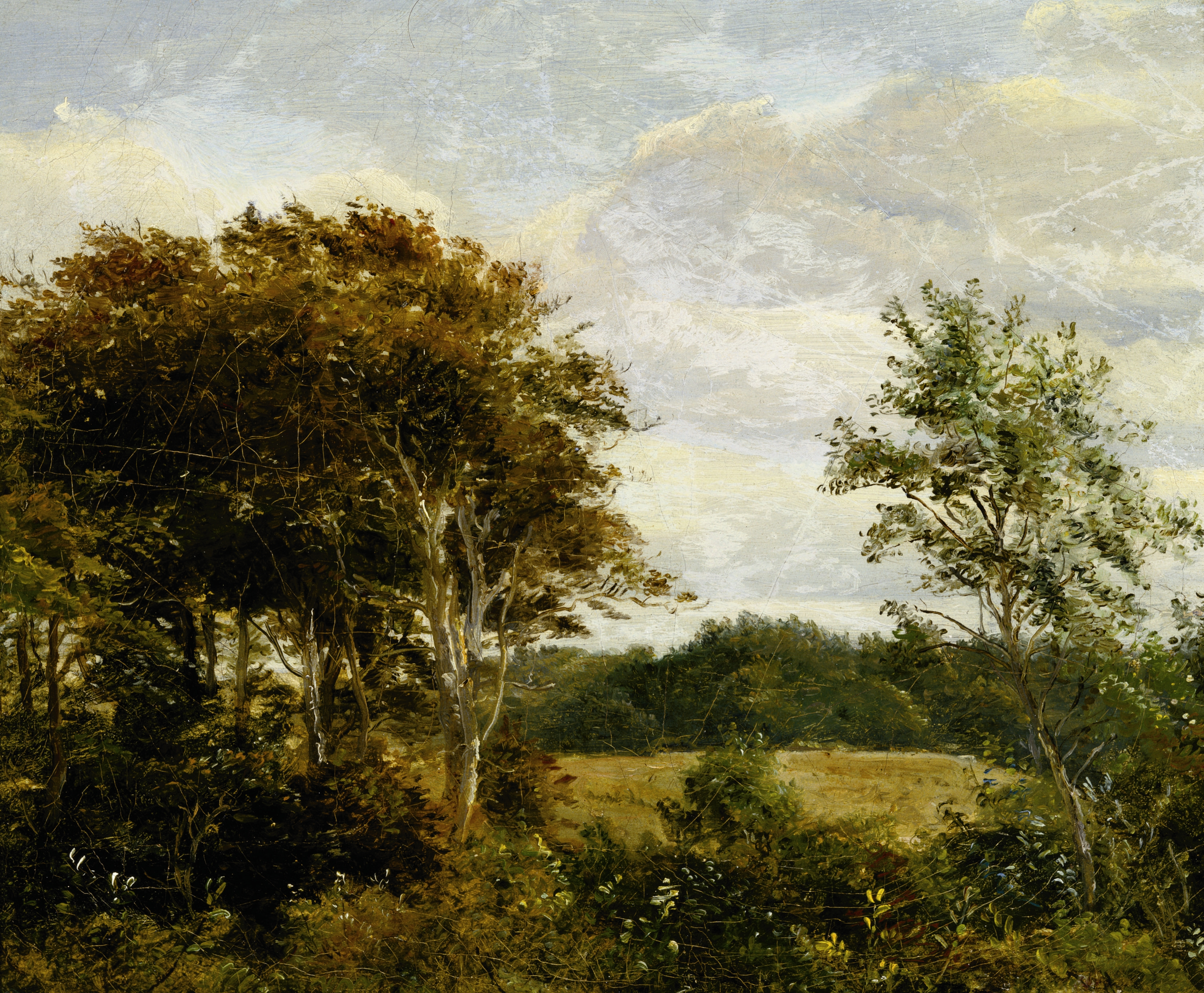
Une clairière dans une forêt, 1838.

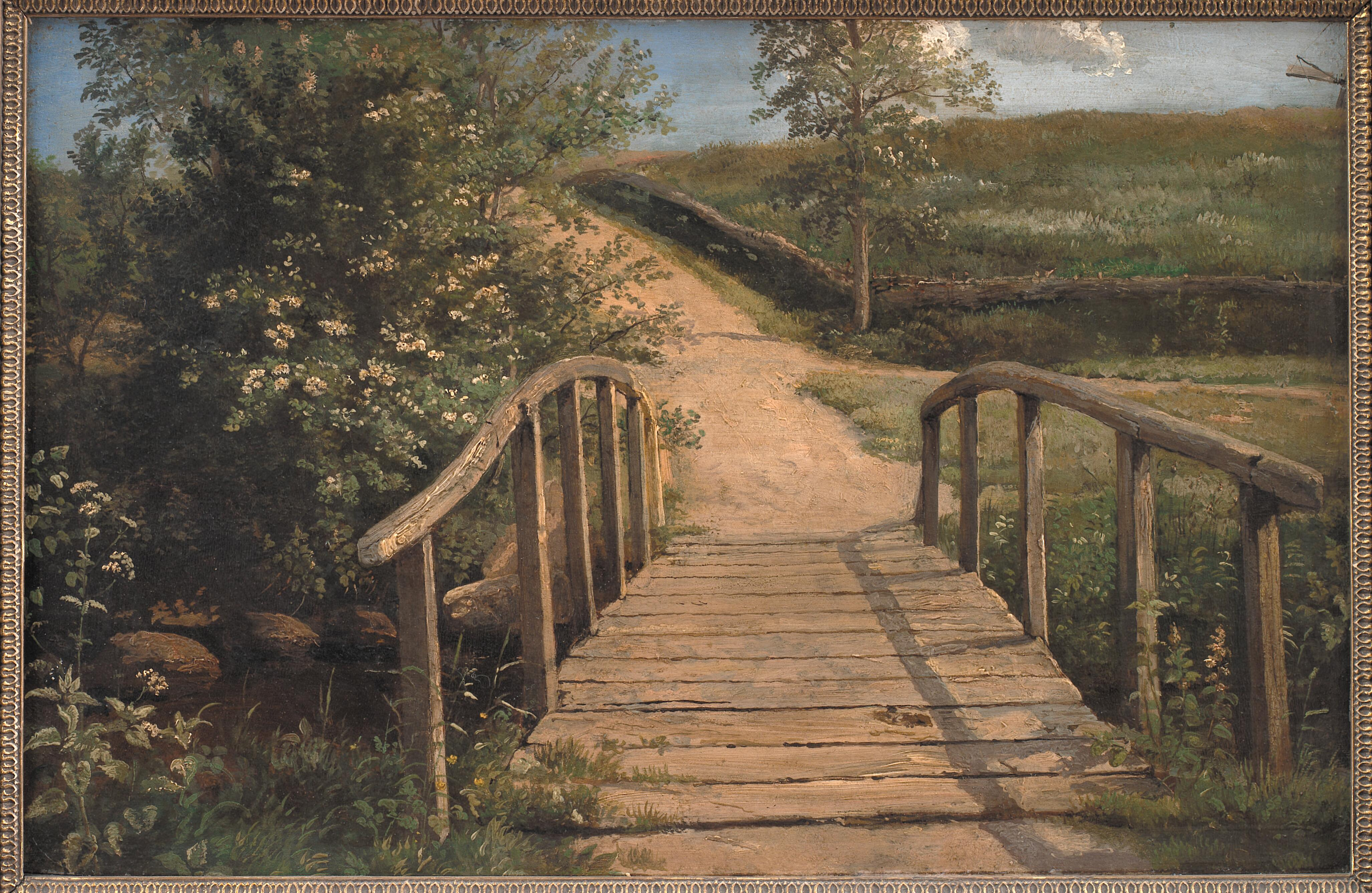
Pont sur un ruisseau à Assens, 1842.

## Voir également
- Liste de peintres danois